# Aldama (Chiapas)
Aldama es una localidad del estado mexicano de Chiapas, cabecera del municipio homónimo. 

## Geografía
La localidad está ubicada en la posición 16°55′1″N 92°40′59″O / 16.91694, -92.68306, a una altitud de 1787 m s. n. m.
Según la clasificación climática de Köppen, el clima corresponde al tipo Cwb - Templado con invierno seco (verano suave).

## Demografía
Cuenta con 2279 habitantes lo que representa un incremento promedio de 6.1% anual en el período 2010-2020 sobre la base de los 1273 habitantes registrados en el censo anterior. Ocupa una superficie de 0.8421 km², lo que determina al año 2020 una densidad de 2706 hab/km².
| Gráfica de evolución demográfica de Aldama entre 2000 y 2020      |
|                                                                   |
| Fuente: Instituto Nacional de Estadística Geografía e Informática |

En el año 2010 estaba clasificada como una localidad de grado alto de vulnerabilidad social.
La población de Aldama está mayoritariamente alfabetizada (13.51% de personas analfabetas al año 2020) con un grado de escolarización en torno de los 6 años. El 99.96% de la población es indígena.